# Sub jug
Sub jug  (în bulgară: Под игот - Pod Igoto) este un roman istoric de Ivan Vazov scris în 1888. Are loc într-un oraș mic din Bulgaria Centrală în lunile premergătoare răscoalei din aprilie 1876 și este cea mai cunoscută lucrare din literatura bulgară clasică. Sub jug a fost tradus în peste 30 de limbi. 

## Prezentare
Liniștea într-un sat bulgăresc, sub stăpânirea otomană, este doar superficială: oamenii se pregătesc în liniște pentru o răscoală.  
Narațiunea urmărește povestea lui Boișo Ognianov, care, după ce a scăpat dintr-o închisoare din Diarbekir, se întoarce în orașul bulgar Biala Șerkva (Biserica Albă, reprezentare fictivă a orașului Sopot) pentru a lua parte la rebeliune. Acolo întâlnește prieteni vechi, dușmani și dragostea vieții sale.  
Narațiunea prezintă drama personală a personajelor, emoțiile lor, motivele pentru a participa sau a se împotrivi revoltei, motivele trădării și ale conflictului. 
Istoric, răscoala bulgară din aprilie 1876 a eșuat din cauza organizării proaste, a resurselor limitate și a trădării. Modul brutal în care otomanii au reprimat răscoala a devenit pretextul războiului ruso-turc care a adus independența Bulgariei. 
Cartea are multe elemente autobiografice: Sopot este orașul natal al scriitorului și el a luat parte personal la răscoala descrisă. 

## Primire
Pentru cititorii bulgari, Sub jug  este cea mai mare carte din toate timpurile, potrivit sondajului Golyamoto chetene din 2008 – 2009 realizat de către Televiziunea Națională Bulgară. Pe al doilea loc s-a clasat lucrarea lui Anton Doncev, Vremuri de răscruce (în bulgară Под игото).
Mary C. Neuburger a descris scenele din cafeneaua romanului drept o „panoramă socială” a kafenelei lui Ganko (micuța cafenea bulgară), care prezintă o „paradă de personaje arhetipale dintr-un oraș de munte din Balcani din Bulgaria otomană, care beau cafea amară, rumegă și dezbat, râd și fac diverse remarci, într-o „ceață densă a fumului de tutun”. Mary C. Neuburger spune că Vazov „pictează cu abilitate un peisaj otoman târziu” care a dus la răscoala din aprilie 1876.

## Literatură
- Vazov, Ivan, Sub jug, București, 1951: Editura: De Stat pentru Literatură și Artă, p. 410;

## Ecranizări
Sub jug a fost ecranizat de două ori în 1962 și în 1990: 
- 1952 - Sub jug (Под игото) de Dako Dakovski.[9] Sylvie Vartan, pe atunci o fetiță de șapte ani, a avut rolul unei școlare. Filmul este disponibil în versiunea originală, în limba bulgară: Под игото / Under the jug (1952)
- 1990 - Sub jug (Под игото) de Yanko Yankov.[10] O producție în nouă părți pentru televiziunea bulgară.